# Claude Chauvet
Pour les articles homonymes, voir Chauvet.
Claude Chauvet, née le 23 juin 1923 à Tours et morte le 9 août 1981 à Draveil, est une bibliothécaire et résistante française. Arrêtée en avril 1944, elle est déportée en mai de la même année à Ravensbrück puis affectée au Kommando de Zwodau.

## Biographie
Claude Chauvet s'engage très tôt dans la Résistance intérieure française, entre 1941 et 1942. Elle est membre des Mouvements Unis de la Résistance (MUR), comme son père, Jacques Chauvet, alias Desgranges, secrétaire honoraire des facultés de Lettres et de Sciences de Montpellier, qui sera arrêté par la Gestapo le 21 avril 1944 et mourra en déportation dans le camp de Neuengamme. Son alias dans la Résistance est Richart.
Bachelière en philosophie en 1941, Claude Chauvet est étudiante en droit à la faculté de Montpellier. Entrée en résistance en 1941 ou 1942, elle devient agent de liaison et assistante sociale départementale du service social de la Résistance. Elle participe à la diffusion de tracts.
Arrêtée le 21 avril 1944, Claude Chauvet est déportée successivement au camp de Ravensbrück (sous le n°matricule 39037) le 13 mai 1944, puis au Kommando de Zwodau (sous le n°matricule 51.538).
Libérée le 7 mai 1945, Claude Chauvet reprend ses études de droit à Montpellier et soutient une thèse en mai 1949, tout en travaillant à la Bibliothèque centrale de prêt de l'Hérault. Nommée à la bibliothèque du Conservatoire national des Arts et Métiers en 1954, elle en devient la directrice en 1964. Elle épouse André Michel le 12 février 1955 (dont elle divorcera en 1967). Ils ont une fille, Hélène Michel. Elle meurt à l'âge de 58 ans des suites d'une longue maladie.
André Michel publie ses mémoires en quatre tomes, à partir de notes dactylographiées qu'elle lui avait confiées, en 1995 : Mes Moires.

## Distinctions
- Chevalier de la Légion d'honneur, décoration remise par le général Masson, le 20 juin 1959[4]
- Médaille de la Résistance française (décret du 15 juin 1946)[5]

### Fonds d'archives
- « Lettre C (1945-1949) et Lettre D (1945-1949)  [contient notamment les dossiers individuels de Raymond Chauliac (1945), Laurent Benjamin Antony Duviols ([1945]-1948)]. ». Fonds de l'association départementale de l'Hérault de la Fédération nationale des déportés, internés et résistants patriotes [FNDIRP-Hérault] (1944-1982); Série : J - Archives privées; Sous-série : 168 J; Cote : 168 J. Archives départementales de l'Hérault (présentation en ligne).

- « Dossiers individuels de déportés politiques rapatriés ». Fonds : Direction départementale de l'Office national des Anciens Combattants et Victimes de Guerre (1939-2008); Série : W - Archives publiques; Sous-série : 13; Cote : 13 W 182. Archives départementales de l'Hérault (présentation en ligne).

- « Médaille de la reconnaissance française ». Fonds : Cabinet du préfet (1932-2019); Série : W; Sous-série : 30; Cote : 30 W 3. Archives départementales de l'Hérault (présentation en ligne).

### Ouvrage
- André Michel, Mes moires, Gentilly, 1995.